# Arno von Lenski
Arno von Lenski (Cimochy, 20 luglio 1893 – Eichwalde, 4 ottobre 1986) è stato un generale tedesco della Wehrmacht durante la seconda guerra mondiale.

## Biografia

### I primi anni e la prima guerra mondiale
Lenski nacque nella regione della Prussia orientale, nel villaggio di Cimochy da una famiglia di proprietari terrieri locali; sua madre era un'insegnante di discendenza masuria. A partire dal 1903 iniziò la propria istruzione alla scuola dei cadetti di Köslin, in Pomerania, passando poi alla Hauptkadettenanstalt di Lichterfelde nel 1908. Nel 1912 entrò ufficialmente a far parte dell'esercito imperiale tedesco e venne promosso al grado di alfiere del 3º reggimento granatieri di stanza a Bromberg dal 22 marzo 1912.
Lenski combatté nella prima guerra mondiale, inizialmente come capo plotone e poi come membro dello staff del Generalkommando z.b.V. 55 nel 1915. Dopo la fine della guerra, venne assunto nel Reichswehr e prestò servizio nel 6º reggimento di cavalleria a Demmin ed a Pasewalk nonché alla scuola di cavalleria di Hannover, dove fu subordinato al comando di Wilhelm Keitel dal 1921. Nel 1925 divenne insegnante alla medesima scuola di cavalleria e nel 1929, già Rittmeister, ufficiale in comando del 5º squadrone del 14º reggimento di cavalleria di stanza a Ludwigslust.

### La seconda guerra mondiale
Nel 1933 venne promosso maggiore e divenne aiutante del comandante della scuola di cavalleria di Hannover. Nel 1935 Lenski divenne comandante del 6º reggimento di cavalleria di stanza a Schwedt/Oder, che venne trasferito a Darmstadt nel 1937. Promosso colonnello nel 1938, Lenski portò le sue truppe sul fronte occidentale nel 1939, divenendo in seguito comandante della scuola per truppe motorizzate di Krampnitz presso Potsdam dal 1º dicembre 1939.
Il 29 agosto 1940 Lenski venne nominato assessore del Volksgerichtshof a Berlino da Adolf Hitler in persona. Venne coinvolto in almeno otto processi, di cui uno conclusosi con la condanna a morte di Roland Freisler.
Nel settembre del 1942 Lenski ottenne il comando della 24. Panzer-Division con la quale combatté a Stalingrado e venne promosso tenente generale il 1º gennaio 1943. Dopo la sconfitta della Germania nazista nella battaglia di Stalingrado, Lenski venne fatto prigioniero di guerra dai sovietici.
Lenski venne dapprima imprigionato al campo di Krasnogorsk e poi trasferito a Suzdal' nell'aprile del 1943. Dopo alcune esitazioni iniziali, decise di aderire alla Commissione Nazionale per la Germania Libera ed al Bund Deutscher Offiziere guidato da Walther von Seydlitz-Kurzbach dal 7 maggio 1944. Lenski venne rilasciato il 17 agosto 1949 e si spostò nella zona della Germania occupata dai sovietici.

### Dopo la guerra
Dopo la fondazione della Repubblica Democratica Tedesca, a Lenski venne formalmente riconosciuta la qualifica di "vittima del nazismo" nell'ottobre del 1949 e divenne membro del consiglio del Partito Democratico Nazionale della Germania Orientale dal maggio del 1950. Tra il marzo del 1951 ed il luglio del 1952, Lenski lavorò all'amministrazione municipale di Berlino. A partire dal 1º agosto 1952 entrò nello staff della Kasernierte Volkspolizei, la polizia della Germania orientale e fu responsabile della sistemazione di alcune truppe corazzate. Il 28 aprile 1953 venne promosso al grado di Chef der Panzertruppen e divenne maggiore generale dell'esercito.
A partire dal 1954, Lenski rimase sotto osservazione della polizia segreta della Germania orientale (STASI). Nel dicembre del 1957, il Partito per l'Unità Socialista della Germania decise di sollevarlo dai propri incarichi nell'esercito nazionale e pertanto Lenski venne pensionato dal 31 luglio 1958.
Nel 1952 Lenski era divenuto inoltre un politico come membro del parlamento tedesco per il Partito Democratico Nazionale della Germania Orientale. Dopo il suo pensionamento, divenne membro e presidente di diverse associazioni di cavalleria e membro della commissione olimpica della Germania orientale nonché membro della Società per l'Amicizia Tedesco-Sovietica e l'Associazione Sport e Ginnastica della Germania orientale.
Lenski morì il 4 ottobre 1986 e venne sepolto a Strausberg.